# رویان (شاهرود)
رویان شهری است، که در بخش مرکزی شهرستان شاهرود قرار دارد. براساس مصوبه مورخ ۱۴۰۰/۰۳/۲۲ هیئت وزیران نام این شهر از رودیان به رویان تغییر یافت.
رویان در استان سمنان به یکی از تولید کنندگان مهم انگور مشهور است.

## جمعیت
جمعیت این شهر در سرشماری سال ۱۳۹۵ مرکز آمار ایران برابر ۳۷۷۰ نفر بوده‌است.

## نام‌های قدیمی
در مدارک تاریخی و جغرافیا اسلامی اسم شهر رویان، مه رویان، رودان و رودیان نیز ذکر شده‌است. براساس مصوبه مورخ ۱۴۰۰/۰۳/۲۲ هیات وزیران نام این شهر  از رودیان به رویان تغییر یافت.
متوسط ارتفاع این شهر از سطح دریا ۱۲۷۶ متر است.
بیشتر نقاط شهر رویان توسط باغات و دشت‌های سرسبز احاطه شده‌است.

## جاذبه‌های گردشگری
- قلعه رویان :این بنا در زمان فتحعلی شاه قاجار و برای محافظت از شهر بنا شده است.گفته می شود در زمان قدیم شامل چهار قلعه می شده است،که بر اثر گذر زمان تنها یک قلعه باقی مانده است.
- مسجد جامع رویان :مسجد جامع رودیان با قدمتی حدود ۱۷۰ ساله، و زیربنای بالغ بر ۶۰۰ متر مربع و مساحتی در حدود ۱۲۰۰ متر مربع از بزرگترین مساجد استان سمنان می باشد.این بنا شامل مسجد اصلی،مسجد نو(مصلای نماز جمعه)و بالکن می باشد.در این مسجد اعیاد و مراسمات باشکوهی انجام می شود.
- حمام ده رویان :این حمام،بیشتر از صد سال قدمت دارد که از نوعی است که در اصطلاح به آن حمام خزینه ای میگویند..این حمام،طی سال های اخیر توسط شهرداری رویان،به یک حمام عمومی تبدیل شده و در دسترس عموم مردم است.این حمام،جزو میراث فرهنگی محسوب می شود.

## پیست موتورسواری رویان
پیست موتورسواری رودیان از پیست‌های بی نظیر شهرستان شاهرود و جزء ۳ پیست برتر و استاندارد استان سمنان است.

## محصولات کشاورزی
محصولات کشاورزی انگور، چغندرقند، پسته و گندم می‌باشد؛ رویان با ۴۰۰ هکتار سطح زیر کشت انگور یکی از تولید کنندگان انگور استان است.

## سوغات شهر
از سوغات این شهر می‌توان به: شیره انگور، قیسی زرد آلو، نان شیر مال و فتیر اشاره کرد.

## ارتقاء به شهر
رودیان طبق بخشنامه۱۲۰۱۹۰/ت۴۵۸۵۰ وزارت کشور و کمسیون اصل قانون ۱۳۸ قانون اساسی مورخ ۱۸/۰۶/۱۳۹۱ به یکی از شهرهای، شهرستان شاهرود مبدل شد.

## شرکت تولیدی صنعتی مهرنوش
شرکت تولیدی صنعتی مهرنوش در این شهر قرار دارد.